# Édouard Leclerc
Édouard Leclerc (Landerneau (Finistère), 20 november 1926 – Saint-Divy (Finistère), 17 september 2012) was een Franse zakenman en ondernemer die de Franse supermarktketen E.Leclerc heeft opgericht in 1948. 
Zijn eerste winkel vormt de aanzet tot de Leclerc-keten, die bij zijn overlijden in 2012 bestond uit meer dan 550 supermarkten in Frankrijk en 114 winkels buiten Frankrijk.